# إتش إم إس زودياك
كانت المدمرة إتش إم إس زودياك (HMS Zodiac) مدمرة من الفئة (زد) تابعة للبحرية الملكية بنتها شركة جون آي. ثورنيكروفت، في مرفأ ولستون. وقد خدمت خلال الحرب العالمية الثانية، حيث شاركت في عمليات في بحر الشمال وقبالة الساحل النرويجي، قبل أن تشارك في بعض قوافل القطبية. وأمضت عشر سنوات أخرى في خدمة البحرية الملكية بعد انتهاء الحرب، قبل أن تُباع للبحرية الإسرائيلية، التي شغلتها باسم يافو (INS Yaffo). وشاركت في بعض العمليات خلال العدوان الثلاثي عام 1956، مُهاجمةً السفن المصرية وكانت لا تزال نشطة عند اندلاع حرب 1967.

## خدمتها الحرب العالمية الثانية
بُناء على تكليفها وتأسيسها انضمت زودياك إلى أُسطول المدمرات الثاني، كجزء من الأسطول المحلي. عملت في منطقة بحر الشمال الغربية متصلةً ومرافقة لبعض القوافل الروسية. وفي عام 1945 كانت جزءاً من أسطول المدمرات التاسع والعشرين إلى جانب المدمرتان زافر وزيست. حيث كانت تتمركز لفترة وجيزة في ميناء فيلهلمسهافن، القاعدة الرئيسية للبحرية الألمانية النازية (كريغسمارينه).

## خدمتها ما بعد الحرب
في عام 1946 كانت زودياك جزءاً من أسطول المدمرات الثاني. وبين 1947 و1948 كانت مُحتجزة في بورتسموث. في عام 1949 كانت جزءاً من أسطول التدريب الثاني في بورتلاند. وفي عام 1952، حُجزّت مجدداً في بورتسموث، وفي عام 1954، جُددّت في بينارث، قبل أن تشتريها إسرائيل في 15 يوليو 1955 مع شقيقتها زيلوس (إيلات).

## خدمتها في البحرية الإسرائيلية
بيعت زودياك لإسرائيل في عام 1955 ودُشنّت في البحرية الإسرائيلية باسم آي إن إس يافو (على اسم مدينة يافا). وكانت شركة كريغتون قد جددتها في ميناء ليفربول وأبحرت إلى إسرائيل في عام 1956.
وفي صباح يوم 31 أكتوبر، في خضم حرب السويس، قصفت المدمرة المصرية إبراهيم الأول (مدمرة بريطانية سابقة من فئة هانت) ميناء حيفا. ولكن أجبرها هجوم مضاد قادته المدمرة الفرنسية كيرسانت والمدمرتان الإسرائيليتان يافو وإيلات على العودة إلى ميناء بورسعيد. وفي الطريق تعرضت لهجوم آخر من طائرتي «أوراغان» و«داكوتا» تابعتين للقوات الجوية الإسرائيلية. وفي النهاية، استسلم طاقم السفينة التي تضررت بشدة، وقَطَرّ الإسرائيليون السفينة إلى حيفا. وخدمت لاحقاً في البحرية الإسرائيلية باسم حيفا.

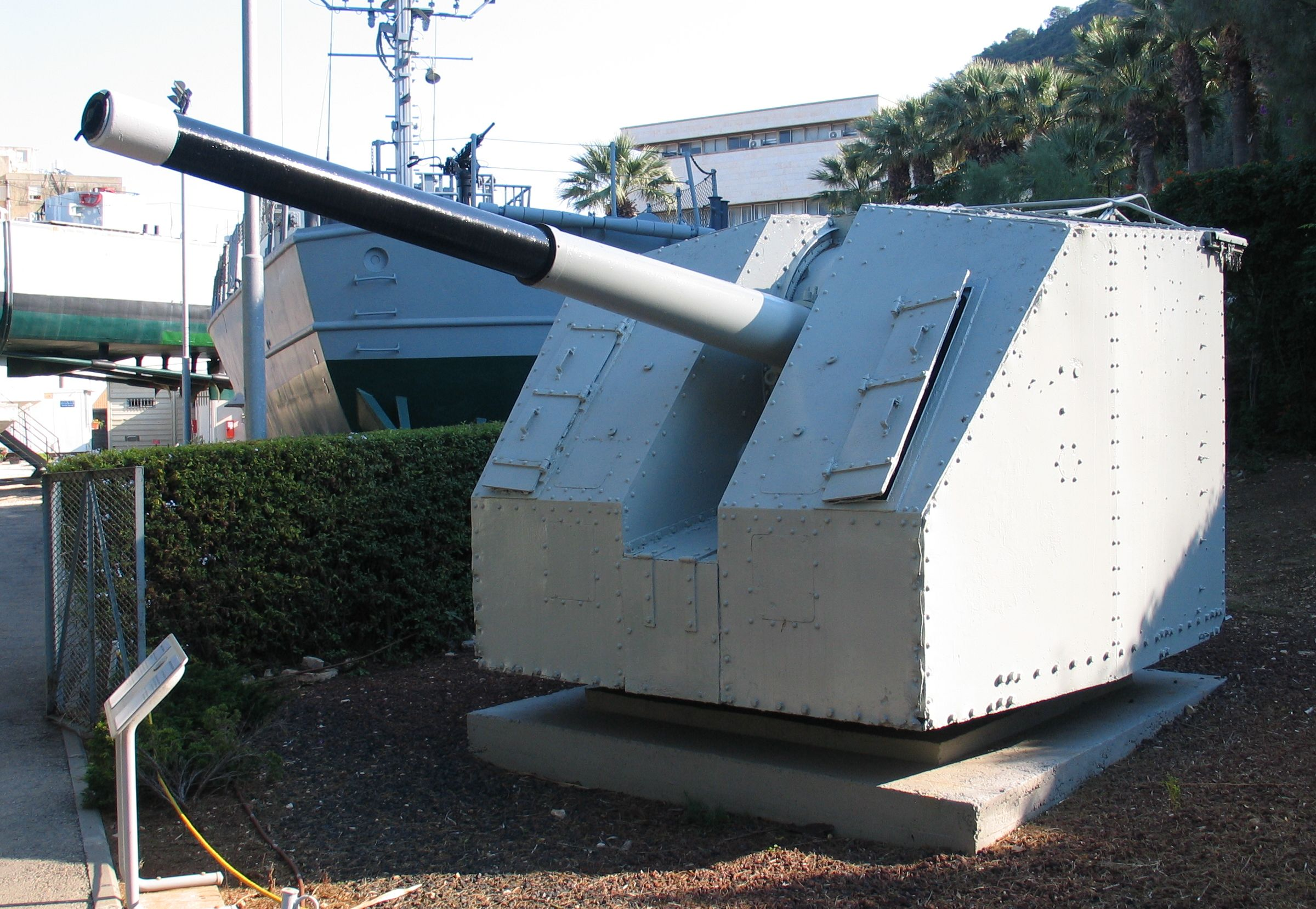
مدفع عيار 4.5 بوصة من المدمرة يافو

وظلت يافو نشطة حتى سُحبّت من الخدمة عام 1969. واستخدمت كهدف لاختبارات الصاروخ جبرائيل ويوجد برج إحدى مدافعها عيار 4.5 بوصة في المتحف البحري والهجرة السرية بحيفا.
ادعت بعض المواقع المصرية أن يافو غرقت في نفس الليلة التي غرقت فيها إيلات يوم 21 أكتوبر 1967 بنفس زوارق الصواريخ المصرية مستندة في ذلك على شهادات مصرية تفيد إصابة الصواريخ المصرية لهدف آخر في حجم إيلات، لكنها لم تذكر إحداثيات مكان الغرق ولا عدد الخسائر البشرية أو تفسر وجود إحدى مدافع يافو في المتحف البحري بحيفا. فضلاً عن أنه غرق مدمرة بهذا الحجم لا يمكن أن يمر بدون تغطية إعلامية إسرائيلية وعالمية ومطالبة أهل عائلات الضحايا بالكشف عما حدث لذويهم من البحارة الذين لم يعودوا.

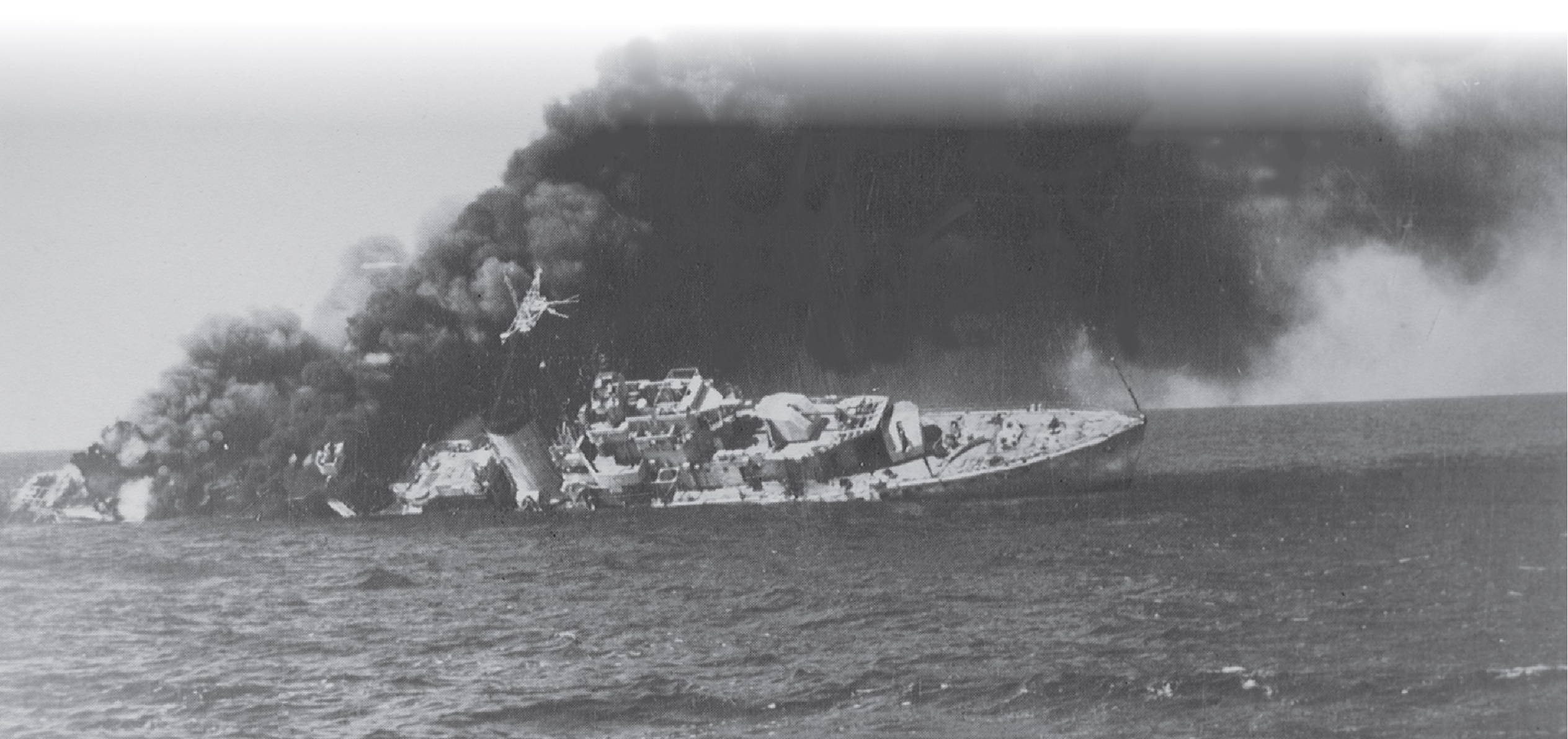
يافو بعد استهدافها بصواريخ جبرائيل عام 1972

## الكتب
- Marriott، Leo (1994). Royal Navy Destroyers since 1945. Ian Allan. ISBN:0-7110-1817-0. {{استشهاد بكتاب}}: تحقق من التاريخ في: |سنة= لا يطابق |تاريخ= (مساعدة)
- Raven، Alan؛ Roberts، John (1978). War Built Destroyers O to Z Classes. London: Bivouac Books. ISBN:0-85680-010-4.
- Whitley، M. J. (1988). Destroyers of World War 2. Annapolis, Maryland: Naval Institute Press. ISBN:0-87021-326-1.

## وصلات خارجية
- HMS Zodiac at Uboat.net